# Nadia Chahed
Nadia Chahed (auch Nadja Chahed; * 1988 in Berlin) ist eine deutsch-tunesische Schwimmerin im Dienste des SG Steglitz in der DMS 2. Bundesliga. Sie ist die Zwillingsschwester von Sarah Chahed und die Schwester des Fußballprofis Sofian Chahed.

## Erfolge
- All-Africa Games 2003: Bronze im 50 m Freistil[1]
- Afrikanische Schwimmmeisterschaften 2006: Silber im 4 × 100 m Freistil (im tunesischen Team)[2]

## Rekorde
| Vereinsrekorde der SG Steglitz (2) | Vereinsrekorde der SG Steglitz (2) | Vereinsrekorde der SG Steglitz (2) | Vereinsrekorde der SG Steglitz (2) |
| 25-Meter-Bahn                      | 25-Meter-Bahn                      | 25-Meter-Bahn                      | 25-Meter-Bahn                      |
| ---------------------------------- | ---------------------------------- | ---------------------------------- | ---------------------------------- |
| 200 m Lagen                        | 2:30,06 min                        | 16. Oktober 2004                   | DMS 2. Bundesliga Vorkampf         |
| 50-Meter-Bahn                      |                                    |                                    |                                    |
| 400 m Freistil                     | 4:40,81 min                        | 22. April 2005                     | 9.Volvo-Lochner                    |
| Stand: 16. Februar 2012            |                                    |                                    |                                    |